# Unidades aceitas para uso com o Sistema Internacional de Unidades
Esta é uma lista de unidades que não são definidos como parte do Sistema Internacional de Unidades (SI), mas de outra forma mencionado no SI, porque tanto a Conferência Geral de Pesos e Medidas (CGPM) aceita o seu uso como sendo múltiplos ou submúltiplos de SI-unidades, que têm importante aplicação em todo o mundo contemporâneo, ou de outro modo comumente encontradas em todo o mundo.

## Unidades oficialmente aceitas para uso com o SI
| Nome                                                                      | Símbolo                                 | Quantidade                              | Unidade SI equivalente                          |
| ------------------------------------------------------------------------- | --------------------------------------- | --------------------------------------- | ----------------------------------------------- |
| Unidades amplamente utilizadas deverão ser usadas por tempo indeterminado |                                         |                                         |                                                 |
| minuto                                                                    | min                                     | tempo (unidade múltipla SI)             | 1 min = 60 s                                    |
| hora                                                                      | h                                       | tempo (unidade múltipla SI)             | 1 h = 60 min = 3600 s                           |
| dia                                                                       | d                                       | tempo (unidade múltipla SI)             | 1 d = 24 h = 1440 min = 86400 s                 |
| grau de arco                                                              | °                                       | ângulo (dimensionless unit)             | 1° = (π / 180) rad                              |
| minuto de arco                                                            | ′                                       | ângulo (dimensionless unit)             | 1′ = (1 / 60)° = (π / 10800) rad                |
| segundo de arco                                                           | ″                                       | ângulo (dimensionless unit)             | 1″ = (1 / 60)′ = (1 / 3600)° = (π / 648000) rad |
| hectare                                                                   | ha                                      | área (unidade múltipla decimal)         | 1 ha = 100 a = 10000 m2 = 1 hm2                 |
| litro                                                                     | l or L                                  | volume (unidades múltiplas decimal)     | 1 L = 1 dm3 = 0.001 m3                          |
| tonelada                                                                  | t                                       | massa (unidades múltiplas decimal)      | 1 t = 103 kg = 1 Mg                             |
| unidades logarítmicas                                                     |                                         |                                         |                                                 |
| neper                                                                     | Np                                      | dimensionless ratio of field quantities | LF = ln(F / F0) Np                              |
|                                                                           |                                         | dimensionless ratio of power quantities | LP = 1⁄2 ln(P / P0) Np                          |
| bel, decibel                                                              | B, dB                                   | dimensionless ratio of field quantities | LF = 2 log10(F / F0) B                          |
|                                                                           |                                         | dimensionless ratio of power quantities | LP = log10(P / P0) B                            |
| Unidades com valores determinados experimentalmente                       |                                         |                                         |                                                 |
| elétron-volt                                                              | eV                                      | energia                                 | 1 eV = 1.60217653(14)×10−19 J                   |
| unidade de massa atômica dalton                                           | u Da                                    | massa                                   | 1 u = 1 Da = 1.66053886(28)×10−27 kg            |
| unidade astronômica                                                       | ua                                      | comprimento                             | 1 ua = 1.49597870691(6)×1011 m                  |
| Unidades naturais (n.u.)                                                  |                                         |                                         |                                                 |
| velocidade da luz                                                         | c0                                      | velocidade                              | 299792458 m / s (exato)                         |
| constante de Planck reduzido                                              | ħ                                       | ação                                    | 1.05457168(18)×10−34 J·s                        |
| Massa de repouso do elétron                                               | me                                      | massa                                   | 9.1093826(16)×10−31 kg                          |
| n.u. de tempo                                                             | {\displaystyle \hbar /(m_{e}c_{0}^{2})} | tempo                                   | 1.2880886677(86)×10−21 s                        |
| Unidades atômicas (a.u.)                                                  |                                         |                                         |                                                 |
| carga elementar                                                           | e                                       | carga elétrica                          | 1.60217653(14)×10−19 C                          |
| Raio de Bohr                                                              | a0                                      | comprimento                             | 0.5291772108(18)×10−10 m                        |
| Hartree (energia)                                                         | Eh                                      | energia                                 | 4.35974417(75)×10−18 J                          |
| a.u. de tempo                                                             | ħ / Eh                                  | tempo                                   | 2.418884326505(16)×10−17 s                      |

## Unidades comuns não oficialmente sancionadas
| Nome               | Símbolo | Quantidade  | Unidade SI equivalente |
| ------------------ | ------- | ----------- | --- |
| Ångström, angstrom | Å       | comprimento | 1 Å = 0.1 nm = 10−10 m |
| milha náutica      | nm      | comprimento | 1 milha náutica = 1852 m |
| nó                 | kt      | velocidade  | 1 nó = 1 milha náutica por hora = (1852 / 3600) m / s |
| are                | a       | área        | 1 a = 1 dam2 = 100 m2 |
| barn               | b       | área        | 1 b = 10−28 m2 |
| bar                | bar     | pressão     | 1 bar = 105 Pa |
| millibar           | mbar    | pressão     | 1 mbar = 1 hPa = 100 Pa |
| atmosfera          | atm     | pressão     | 1 atm = 1013.25 mbar = 1013.25 hPa = 1.01325×105 [[Pa]] (comumente usados em meteorologia atmosférica, em oceanologia e para pressões dentro dos líquidos, ou na indústria para pressões dentro de recipientes de gás liquefeito) |